# Exaleiptron
Das Exaleiptron (altgriechisch ἐξάλειπτρον exáleiptron) war eine antike griechische Vasenform. Bei dieser Form handelte es sich um ein Deckelgefäß zum Aufbewahren von Salben oder Ölen.
Das Exaleiptron gehört in das Frauengemach und zum Grabkult. Das Gefäß kann einen niedrigen oder höheren Fuß haben; manchmal ist dieser auch dreiteilig. Der Gefäßkörper ist weit und flach und meist henkellos. Er hat einen zylindrischen, nach innen geführten Rand. Somit konnte man den meist teuren flüssigen Inhalt schwenken, ohne ihn zu vergießen. Meist gehörte auch ein Deckel zum Gefäß.
Es haben sich auch falsche Bezeichnungen für dieses Gefäß etabliert. So werden die Bezeichnungen des heute nicht mehr genau bestimmbaren Spendergefäßes Plemochoe und des Trinkgefäßes Kothon manchmal fälschlicherweise für diese Gefäßform verwendet.

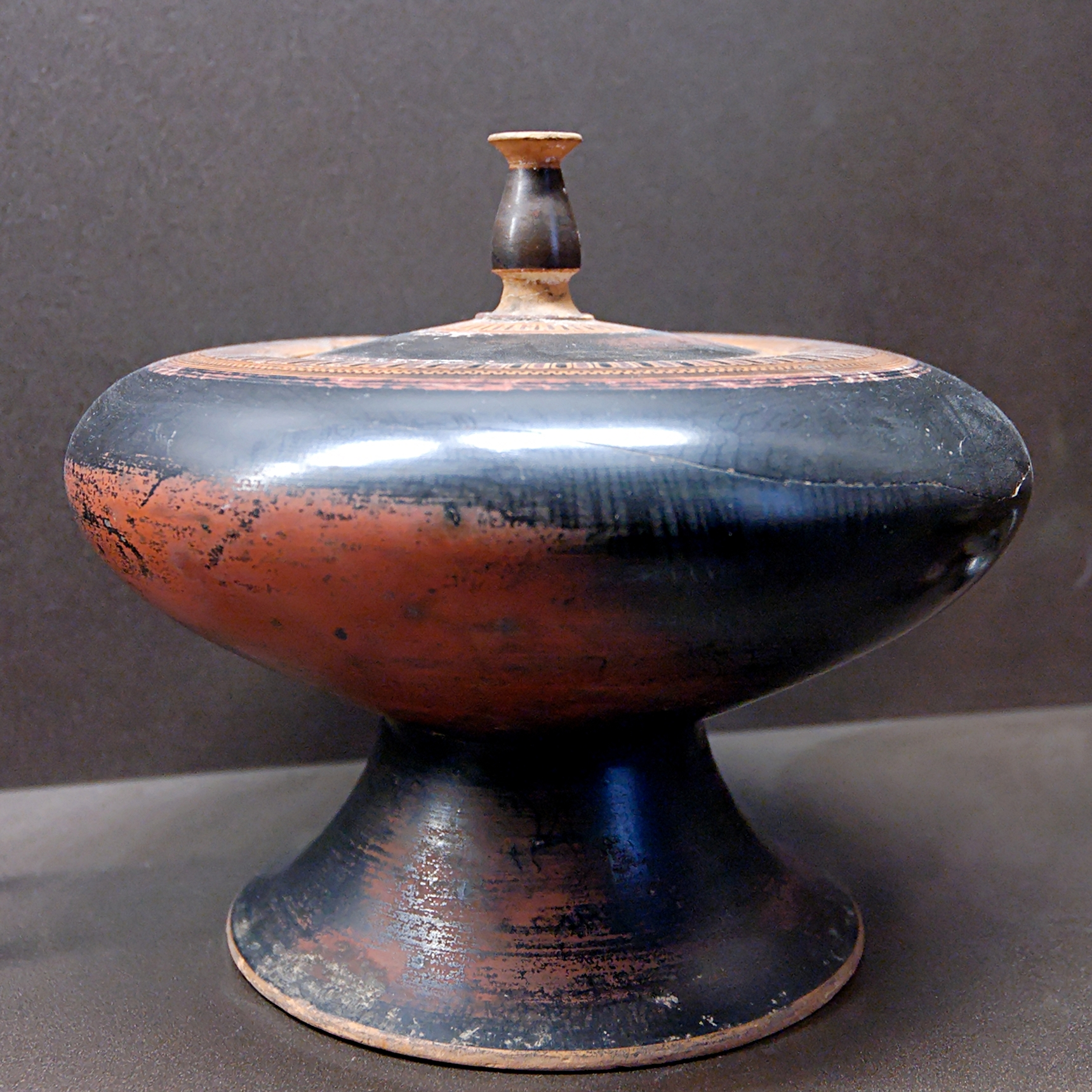
Böotisches Schwarzfirnis-Exaleiptron, um 550/25 v. Chr.
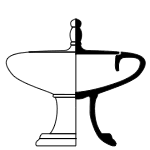
Umzeichnung
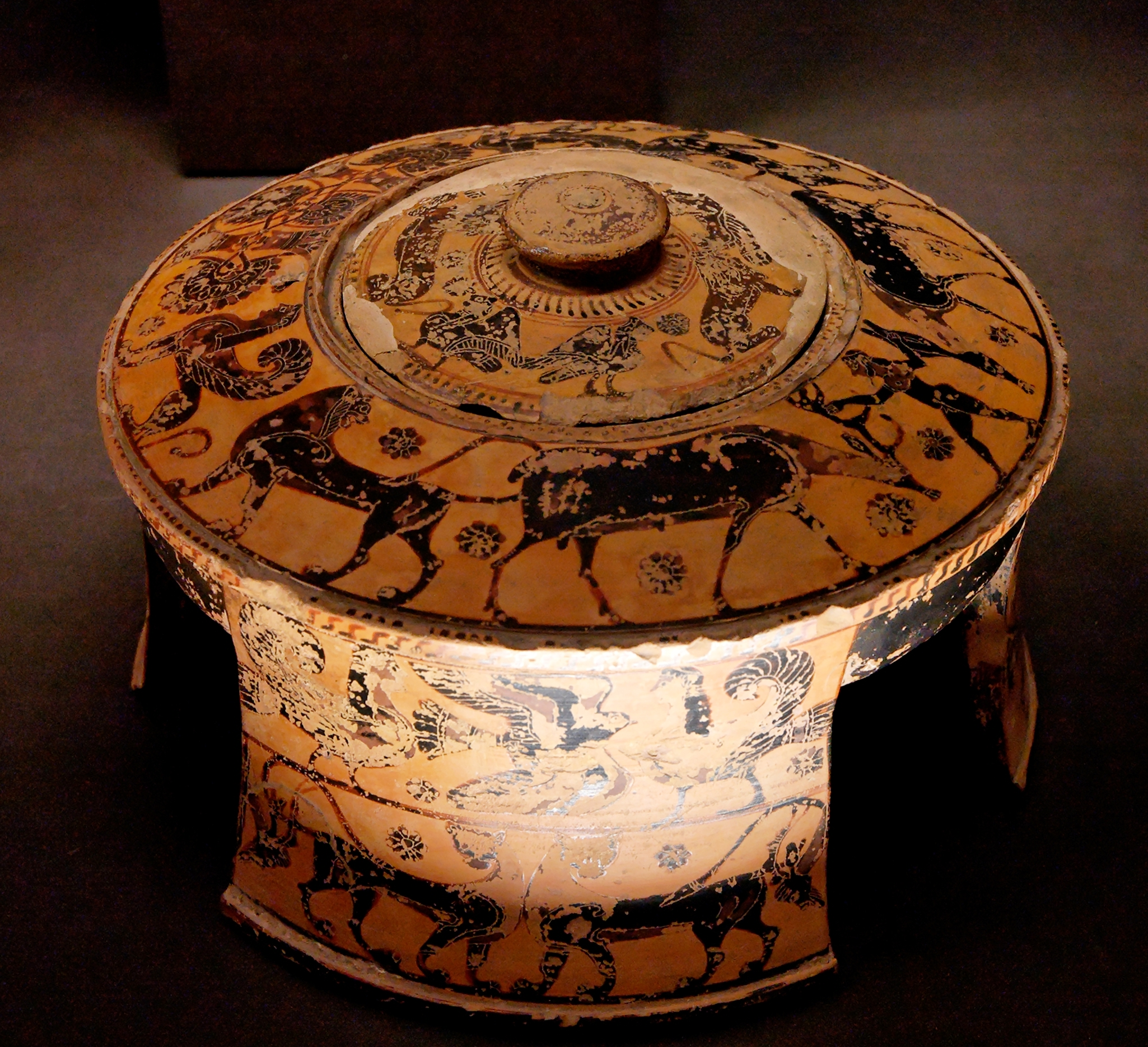
Attisch-Schwarzfiguriges Exaleiptron des KX-Malers auf dreifüßigem Ständer, um 580/70 v. Chr.
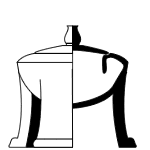
Umzeichnung
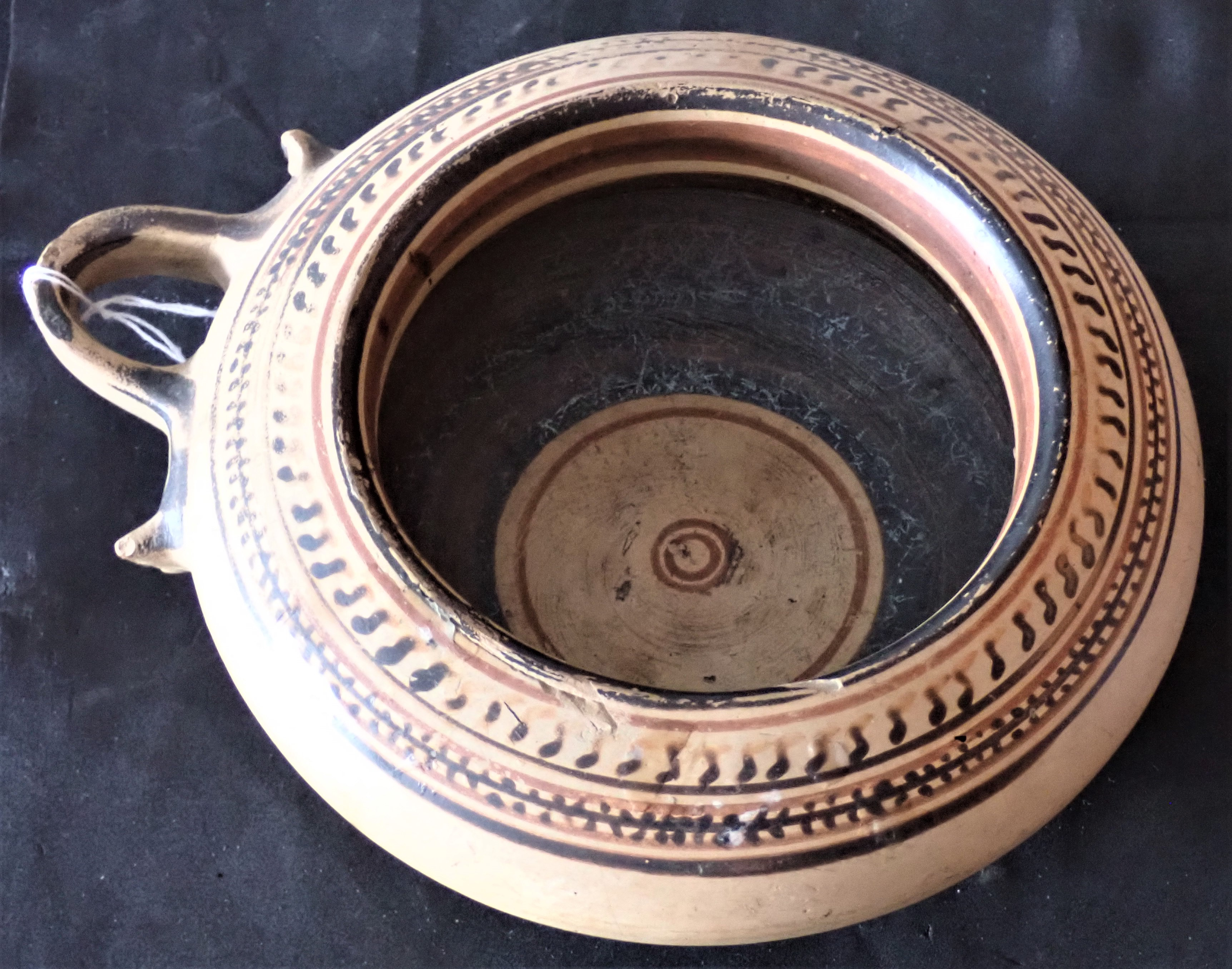
Exaleiptron spätkorinthisch II., 6. Jh. v. Chr.